# Antonina Kymytval
Antonina Alexándrovna Kymytval (en cirílico ruso: Антони́на Алекса́ндровна Кымытва́ль ; Muhomornoe, 22 de abril de 1938, Abinsk, 29 de octubre de 2015) fue una poetisa y escritora infantil rusa de etnia chucota

## Biografía
Nacida en una familia de pastores tradicionales, se quedó huérfana muy pequeña y se educó en un internado, con diez años comenzó a escribir poesía. En 1958-59, estudió en la escuela pedagógica de Anadyr. Tras licenciarse, trabajó en Ust-Belsky. 
Publicó sus primeros poemas en la revista Дальний Восток, el almanaque На Севере Дальнем y otras publicaciones regionales. En junio de 1957 fue a Moscú para participar en el VI Festival Mundial Juvenil Estudiantil.
Desde 1960 fue viceeditora  de la revista Советская Чукотка y ese año publicó en Magadan, su primer poemario Линлин’ин грэп, que se tradujo dos años después al ruso. Su segunda colección de poemas Гыныкы, se publicó en 1967, traducida al ruso en 1969 por Vladimir Sergeev. En 1966-1967 estudió en el Instituto de Literatura Maxim Gorki de Moscú.
En 1968 publicó su primer poemario infantil, al que siguieron otros célebres poemarios como Палёмтэлма типъэйн’эн (1972) y Гымнин ы’лгытын’ын (1982). En los últimos años, ayudó a traducir el Nuevo Testmento al chucoto.